# 羊毛工镇
羊毛工镇，是中华人民共和国新疆维吾尔自治区乌鲁木齐市米东区下辖的一个乡镇级行政单位。

## 行政区划
羊毛工镇下辖以下地区：
牛庄子村、红雁湖村、协标工村、羊毛工村、陕西工村、雷家塘村、东方村、卧龙岗村、西庄子村、留子庙村、新建村、柳树庄村和蒋家湾村。